# Spiniphra shibatai
Spiniphra shibatai là một loài bọ cánh cứng trong họ Cerambycidae.